# Emilia Pardo Bazán

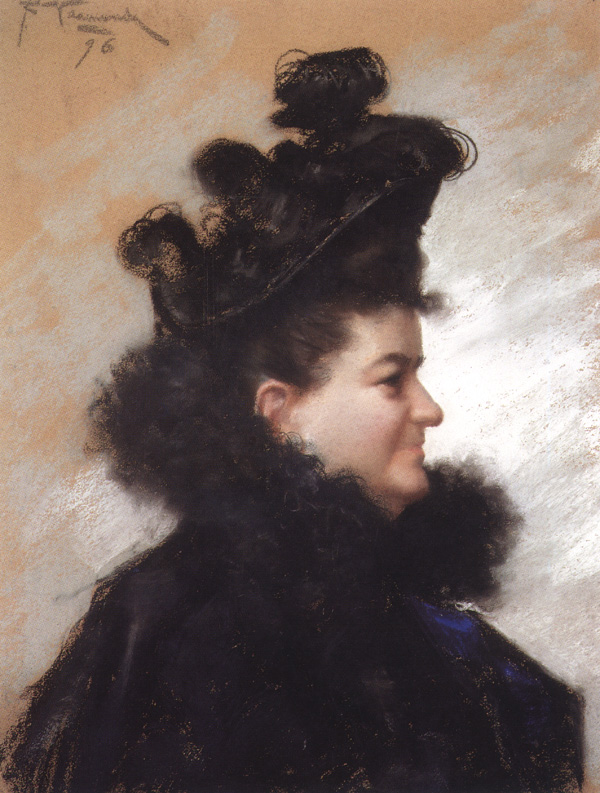
Gemälde von Emilia Pardo Bazán, Joaquín Vaamonde Cornide

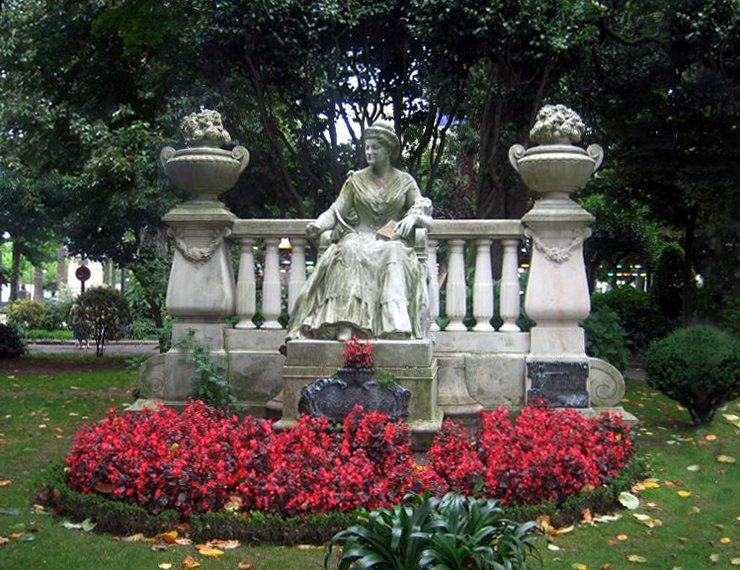
Im Auftrag der Stadt La Coruña errichtetes Denkmal des Künstlers Lorenzo Coullaut Varela im Méndez Núñez Park

Emilia Pardo Bazán (* 16. September 1851 in A Coruña; † 12. Mai 1921 in Madrid) war eine spanische Schriftstellerin und Feministin.

## Leben

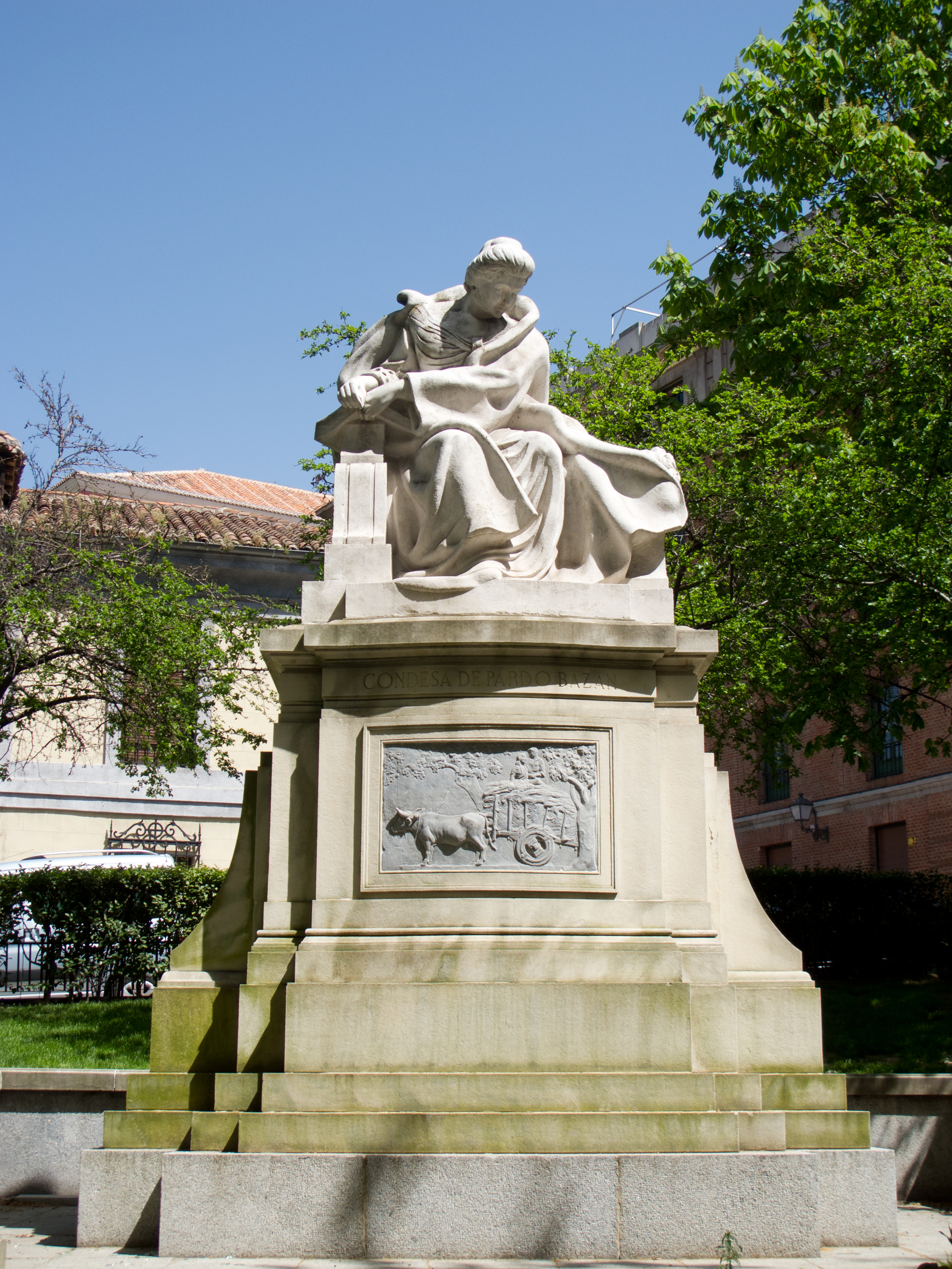
Emilia Pardo Bazán-Denkmal in Madrid.

Emilia Pardo Bazán wuchs in Galicien in einer wohlhabenden Familie auf; ihre Eltern waren José Pardo Bazán y Mosquera und Amelia de la Rúa Figueroa y Somoza. Ihre Mutter vermittelte ihr das Interesse an Literatur. Bereits mit neun Jahren begann sie zu schreiben. 1868 heiratete sie mit 17 Jahren den Jurastudenten José Fernando Quiroga y Pérez de Deza. Nach der Wahl ihres Vaters zum Abgeordneten des spanischen Parlaments zog die ganze Familie einschließlich des jungen Ehepaars nach Madrid. Nach den politischen Turbulenzen, die zum vorläufigen Ende der Monarchie in Spanien führten, zog sich der Vater aus der Politik zurück, und die Familie ging nach Frankreich. Von hier aus unternahm Emilia Pardo Bazán zahlreiche Reisen durch Europa, lernte Englisch und Deutsch und entdeckte die französische Literatur, die sie stark beeinflussen sollte.
Nach der Rückkehr nach Spanien begann ihr literarisches Schaffen mit einer literaturkritischen Arbeit über Feijoo, für den sie 1876 ihren ersten Preis bei einem Essaywettbewerb in Ourense gegen ihre Mitbewerberin Concepción Arenal erhielt. Im selben Jahr wurde das erste ihrer drei Kinder geboren, dem sie ihren einzigen Gedichtband mit dem Titel Jaime widmete.
Ihr erster Roman war Pascual López, den sie im Geburtsjahr ihrer Tochter Blanca schrieb. Wegen eines Leberleidens machte sie 1880 eine Kur in Vichy, wo sie den Naturalismus Zolas kennenlernte und mit Victor Hugo zusammentraf. Nach ihrer Rückkehr veröffentlichte sie einen Roman mit dem Titel Un viaje de novios, in dem sie ihre Erlebnisse in Vichy verarbeitet. Berühmt wurde ihr Prolog dazu, in dem sie dafür plädierte, den spanischen Realismus mit dem französischen Naturalismus zu verbinden. In Spanien erregte das Werk großes Aufsehen; man glaubte nicht, dass es eine Frau geschrieben habe und vermutete hinter ihrem Namen ein Pseudonym. Ihr Werk Una cuestión palpitante (Ein akutes Problem) mit theoretischen Artikeln zum Naturalismus löste einen öffentlichen Skandal aus, weshalb ihr Mann sie zur Beendigung ihrer literarischen Tätigkeit aufforderte. Hieraus resultierte eine Ehekrise, die 1884 zur Trennung von ihrem Mann führte. In diesem Jahr reiste sie zur Weltausstellung nach Paris, wo sie mit den literarischen Zirkeln in Berührung kam; sie verkehrte mit Mallarmé, Bourget, Barrès, mit den Goncourts, Zola und Daudet.
Ihr dritter Roman, La Tribuna (1882), gilt als ihr erstes naturalistisches Werk. In ihm analysiert Pardo Bazán das Milieu der Arbeiterinnen in der Tabakfabrik von A Coruña. Auch Benito Pérez Galdós, mit dem sie 20 Jahre lang eine Liebesbeziehung unterhielt, erhielt Unterlagen über das Madrider Bettlerwesen für seinen Roman Misericordia.
Während einer weiteren Reise nach Frankreich traf sie 1886 Émile Zola und lernte den russischen Roman kennen. Dies veranlasste sie 1887 zu einer Arbeit mit dem Titel Revolution und Roman in Russland, womit sie in Spanien eine Welle des Interesses für die russische Literatur einleitete. An der Sorbonne in Paris hielt sie einen Vortrag mit dem Titel „La España de ayer y la de hoy“ (Spanien gestern und heute) und erweckte dort umgekehrt Interesse für die spanische Literatur, die davor ignoriert worden war. Eine Reihe von Autoren (Galdós, Palacio Valdés, Alarcón und Pardo Bazán selbst) wurden daraufhin ins Französische übersetzt. In dieser Zeit entstanden weitere naturalistische und viel gelesene Romane wie Los pazos de Ulloa und La madre naturaleza, in denen sie ihre galicische Heimat schildert.
Nach dem Tod ihres Vaters 1890 verwendete sie die Erbschaft zur Gründung einer von ihr allein herausgegebenen Zeitschrift El Nuevo Teatro Crítico. 1892 war sie Mitglied des Organisationskomitees des „Congreso Pedagógico Iberoamericano“, wo sie einen Vortrag zum Thema „La educación del hombre y de la mujer: sus diferencias“ (Männer- und Frauenbildung: Unterschiede) hielt. Im selben Jahr wurde unter ihrer Leitung mit der Veröffentlichung einer Biblioteca de la mujer (Bibliothek der Frau) begonnen.
Emilia Pardo Bazán kämpfte für die Gleichberechtigung der Frau, vor allem im Bildungsbereich, und schlug vergeblich die Aufnahme einer Frau in die Real Academia de la Lengua Española vor. Sie wurde jedoch als erste Frau Mitglied des Gelehrtenzirkels Ateneo de Madrid und erhielt 1906 als erste Frau einen Lehrstuhl für Literatur an der Madrider Universität, jedoch besuchte nur ein Student ihre Vorlesungen.
Emilia Pardo Bazán starb 1921 in Madrid.

## Werk
Emilia Pardo Bazán gilt als Wegbereiterin des Naturalismus in der spanischen Literatur. Sie löste eine breite Debatte über diese literarische Richtung aus.
Ferner war sie eine der ersten Feministinnen in Spanien. In mehreren Artikeln prangerte sie die in Spanien vorherrschende Männerdominanz an und schlug Reformen zu Gunsten der Frauen vor. Beeinflusst von der in Spanien einflussreichen philosophischen Lehre des Krausismo beklagte sie den Rückstand Spaniens gegenüber anderen europäischen Ländern in diesem Bereich und forderte die Angleichung des Bildungsniveaus der Frauen an das der Männer.
Pardo Bazán prägt eine spanische Variante des Naturalismus: Sie tritt zwar gegen Determinismus und Pornographie ein, verteidigt aber unflätige Wörter und unmoralische Situationen in der Literatur; man spricht von ihrem „naturalismo mitigado“ (abgemildertem, gedämpftem Naturalismus). Sie vertritt immer den freien Willen gegen den Gedanken der Vorherbestimmung. Wogegen sie sich beim französischen Naturalismus wendet, ist dreierlei: 1. die übertriebene Wissenschaftsgläubigkeit, 2. der Utilitarismus und 3. die Methode der Abstraktion sowie die Anhäufung von Details bei den meisten naturalistischen Schriftstellern. Zu inneren Widersprüchen kommt es in ihrem Werk, da sie kämpferischen Feminismus mit praktizierendem Katholizismus, konservative Weltanschauung und soziales Engagement zu vereinen versucht.

## Werkverzeichnis

### Romane
- Pascual López, Autobiografía de un estudiante de Medicina, 1879
- Un viaje de novios, 1881/82
- La tribuna, 1882
- Los pazos de Ulloa, (Die Pazos von Ulloa, 1886)
  - deutsch 1946: Das Gut Ulloa: Roman. Düsseldorf: Drei-Eulen-Verlag, 1946; neuere Ausgabe: Das Gut von Ulloa. Aus dem Span. übertragen und mit einem Nachwort von Ute Frackowiak. Zürich: Manesse-Verlag, 1993. (Manesse-Bibliothek der Weltliteratur). ISBN 3-7175-1830-5, ISBN 3-7175-1831-3
- La madre Naturaleza, Barcelona: Editorial Daniel Cortezo, 1887
- El Cisne de Vilamorta, 1885
- Insolación, 1889
- Morriña, 1889
- Una cristiana, 1890
- La prueba, 1890
- La piedra angular, 1891
- Doña Milagros, 1894
- Adán y Eva. Memorias de un solterón, 1896
- El tesoro de Gastón, 1897
- El saludo de las brujas, 1898
- La Quimera, 1905
- La sirena negra, 1908
- ¡Dulce sueño!, 1911
- La gota de sangre (1. Kriminalroman Spaniens)

### Erzählungen und Novellen
- La dama joven, 1885
- Cuentos de Marineda
- Cuentos nuevos, 1894
- Arco iris
- Cuentos de amor, 1898
  - deutsch: Die rosafarbene Perle und andere Geschichten aus dem Panoptikum der Liebe. Aus dem Spanischen übersetzt auf Basis des Textes von 1898 von Angelica Ammar, André Otto, Petra Strien-Bourmer und Florian Weber sowie mit einem Vor- und Nachwort versehen von Florian Weber. Perlen der Literatur, Bd. 29. Hamburg: Input-Verlag 2024. ISBN 978-3-941905-64-1
- Cuentos sacroprofanos, 1899
- Cuentos de Navidad y de Reyes
- Un destripador de antaño, 1900
- En tranvía, 1901
- Novelas ejemplares, 1906
- Cuentos trágicos
- Sudexprés
- Cuentos de la patria
- Cuentos de la tierra
- Cuentos antiguos
- Belcebú, 1912
- El árbol rosa (ihre letzte Erzählung), 1921

### Gedichte
- Jaime, 1881

### Essays, Biographien und sonstige Schriften
- Estudio crítico de las obras del padre Feijoo, 1876
- La cuestión palpitante, 1882 (20 Artikel in Zeitschrift La Época, 1883 als Buch erschienen)
- La revolución y la novela en Rusia (Vortragsreihe), 1887
- San Francisco de Asís (Biographie des Heiligen), 1882
- Mi romería, 1888 (über die galicische Landschaft)
- De mi tierra
- Al pie de la torre Eiffel
- Biblioteca de la mujer, 1891
- Nuevo Teatro Crítico, 1891–92
- Polémicas y estudios literarios, 1892
- Los poetas épicos cristianos, 1895
- Por la España pintoresca
- Cuarenta días en la Exposición
- Santa Pulqueria - Virgen y Emperatriz (Aufsatz in: Blanco y Negro, Revista Ilustrada, No 542, 21 Septiembre de 1901)
- De siglo a siglo, 1902
- Por la Europa católica
- Misterio, 1903
- Lecciones de literatura
- La mujer espñola, 1907
- El fondo del alma
- Retratos y apuntes literarios
- La literatura francesa moderna, 1910
- La cocina española antigua, 1913
- Hernán Cortés y sus hazañas, 1914
- Porvenir de la literatura después de la guerra, 1917
- P. Luis Coloma: Eine biographische und kritische Studie. Berlin: Vita, Deutsches Verlagshaus (um 1895)

### Theaterstücke
- Teatro, 1909
- La verdad, Cuesta abajo, Las raíces, Juventud, El becerro de metal, El vestido de boda, La suerte (zwischen 1897 und 1909 geschrieben, einige davon aufgeführt)

### Gesammelte Werke
Emilia Pardo Bazán: Obras completas. Aguilar, Madrid 1973.

## Hörspielbearbeitung
- Der Blutstropfen. mit Herbert Bötticher, Marlies Schoenau, Norbert Naegele, Georg Kostya, Christian Marschall, Christof Nel, Percy Adlon u. a. Bearbeitung und Regie: Edmund Steinberger. Bayerischer Rundfunk 1966.

## Ehrung
Am 21. Februar 2021 erschien zum Frauentag eine 10-Euro-Sammlermünze mit dem Porträt von Bazán und einem violetten Frauenzeichen.

## Sekundärliteratur
- Isabel Burdiel: Emilia Pardo Bazán. Taurus, Barcelona 2019, ISBN 978-84-306-1838-5.
- Martina Falbesoner: Erlesenes Schicksal: der Begriff der Fatalität im Erzählwerk Emilia Pardo Bazáns. Phil. Diss. Universität Innsbruck 2003.
- Mariano López-Sanz: Naturalismo y espiritualismo en la novelística de Galdós y Pardo Bazán. Editorial Pliegos, Madrid 1985.
- Walter T. Pattison: El naturalismo español. Historia externa de un movimiento literario. Editorial Gredos (= Biblioteca románica hispánica), Madrid 1969.
- Sabine Schmitz: Spanischer Naturalismus: Entwurf eines Epochenprofils im Kontext des „Krausopositivismo“. Niemeyer (= Mimesis, 33), Tübingen 2000, ISBN 3-484-55033-3.
- Birgit Wolter: Geschlechterspezifik, Sprache, literarische Konstruktion: Empathiestrukturen bei Emilia Pardo Bazán und Benito Pérez Galdós. ed. tranvía (= Gender Studies Romanistik, 2), Berlin 1997, ISBN 3-925867-23-6.